# Anthus spragueii
Anthus spragueii, thường được gọi là chim bìm bịp đồng cỏ Sprague (Sprague's Pipit), là một loài chim nhỏ thuộc họ Motacillidae.  Loài này được nhà điểu học John James Audubon mô tả khoa học lần đầu vào năm 1844.

### Mô tả
Anthus spragueii có thân hình nhỏ gọn, dài khoảng 15 cm, với bộ lông màu nâu nhạt và sọc đậm ở phần lưng, giúp ngụy trang hiệu quả trong thảm cỏ. Bụng và ngực chim có màu kem nhạt, thường có vệt sọc mảnh. Chim có dáng đi đứng thẳng và tiếng hót đặc trưng vang xa, thường được phát ra khi bay.

### Sinh cảnh & Phân bố
Chim bìm bịp đồng cỏ Sprague là loài đặc hữu của đồng cỏ Bắc Mỹ, sinh sản chủ yếu tại:
- Canada: Alberta, Saskatchewan, Manitoba
- Hoa Kỳ: Bắc Dakota, Nam Dakota, Montana

Vào mùa đông, chúng di cư về miền nam Hoa Kỳ và miền bắc Mexico, đặc biệt là Texas và Tamaulipas.
Loài này phụ thuộc vào thảm cỏ tự nhiên, nơi chưa bị can thiệp nhiều bởi con người. Chúng đặc biệt nhạy cảm với việc cày xới đất, xây dựng hoặc chăn thả quá mức.

### Sinh học & Tập tính
- Loài này làm tổ trực tiếp trên mặt đất, thường được che phủ bởi cỏ cao.
- Chim mái đẻ từ 4–5 trứng mỗi lứa, trứng có màu trắng nhạt với đốm nâu.
- Chúng rất kín đáo, khó quan sát vì thường chỉ cất cánh khi có mối đe dọa gần.

### Tình trạng bảo tồn
Anthus spragueii đang bị suy giảm nhanh chóng do mất môi trường sống.
- Được liệt kê là Loài dễ bị tổn thương (Vulnerable) theo IUCN.
- Ở Canada, loài này nằm trong danh sách có nguy cơ tuyệt chủng theo Đạo luật về các loài nguy cấp (SARA).